# カルバラ第6号作戦
カルバラ第6号作戦（カルバラだいろくごうさくせん）は、イラン・イラク戦争中、南部戦線で展開されるカルバラ第5号作戦を支援するための中部戦線における支作戦である。

## 概要
イラン軍は1986年末の決戦を企図したカルバラ第4号作戦を実施した。これに続いて2週間後にカルバラ第5号作戦が実施され、これに呼応して中部戦線においてイラク軍を陽動すべく作戦した。

## 攻撃
1987年1月13日、中部戦線において国軍第77歩兵師団を基幹とする30,000人からなるイラン軍はカスレ・シリンの奪還に動いた。第77歩兵師団はイラン陸軍における対ソ連用最精鋭師団として編成され、優先的に各種兵器を配備されていた。対する革命防衛第31師団はイラク軍から捕獲した戦車を装備していた。兵力、火力全てにおいてイラク軍守備隊に優っていたイラン軍は、翌1月14日には被占領地の内15％を確保した。